# Departamento Añelo
Añelo es un departamento de la provincia argentina de Neuquén. Con una superficie de 11.655 km² constituye el departamento más extenso de la provincia, representando el 12,4% del total provincial.

## Límites
Limita al norte con el departamento Pehuenches, al este con la provincia de Río Negro, al sur con los departamentos de Confluencia y Zapala y al oeste con los de Loncopué y Picunches.

## Población
De acuerdo al Censo 2010, el departamento tenía 10786 habitantes.
En 2022, el censo arrojó 18166 habitantes. Esto significó  un incremento del 68.4%, el mayor en la provincia. Su crecimiento se asocia la explosión demográfica con el desarrollo del Yacimiento Vaca Muerta, lo que convirtió al departamento en el de más rápido crecimiento de todo el país junto al de San Vicente (Buenos Aires).

## Localidades
- San Patricio del Chañar
- Añelo
- Aguada San Roque
- Los Chihuidos

## Localidades rurales
- Agua de Canale
- Auca Mahuida
- Cañadón Nogales
- Punta Sierra